# オズ・シリーズを基にした作品

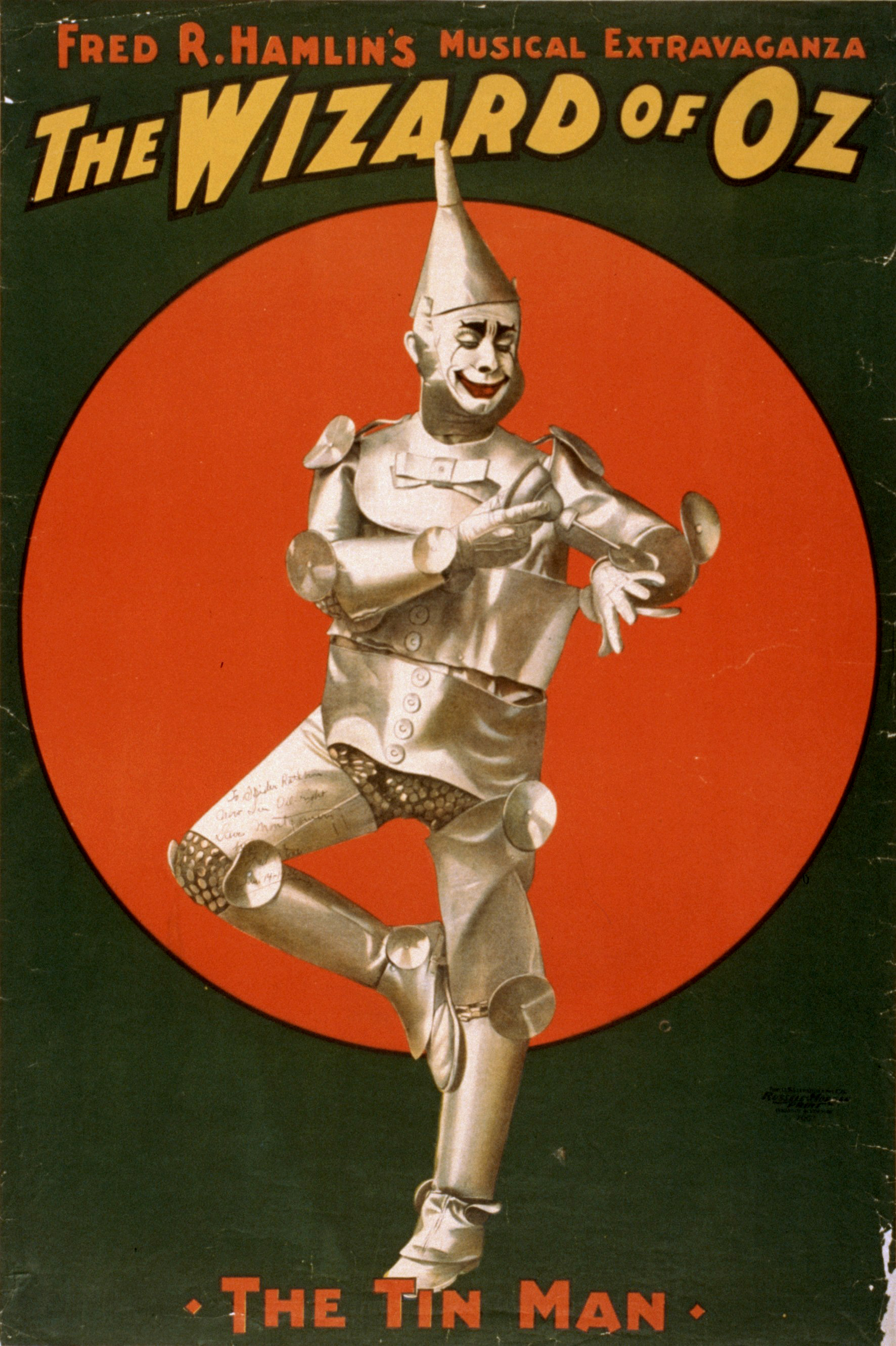
1902年、フレッド・R・ハムリン版ミュージカルのポスター。『オズの魔法使い』のメジャーな演劇の最初の作品とされる。

オズの魔法使い (The Wonderful Wizard of Oz ) は、1900年にライマン・フランク・ボームによる小説。多くの派生作品を生み、最も有名なものは1939年の映画『オズの魔法使』で、ジュディ・ガーランドが主演した。パントマイムやアマチュア演劇などでも演じられている。

## 映画
The Fairylogue and Radio-Plays （1908年、アメリカ）
サイレント映画の若手女優ロモーラ・リーマスを起用した、L・フランク・ボームによるマルチメディア・プレゼンテーション。生の俳優による演技、カラーに着色されたスライドや映画を組み合わせた作品。この作品はフィルムが失われて現存していない。
The Wonderful Wizard of Oz （1910年、アメリカ）※
原作者のボーム自身が製作に携わったサイレント映画。1902年のミュージカルを基にした15分の作品で、劇と映画が一体化したフィルムショーとして企画されたが、予想以上に莫大な財産を注ぎ込むことになったボームは翌年破産し、しばらくは『オズ』の続編に専念することを余儀なくされる。またドロシーを演じたビーブ・ダニエルズは、後にサイレント映画の人気スターとなった。監督のオーティス・ターナーによってこの作品に続いて3本の映画（Dorothy and the Scarecrow in Oz（ドロシーとオズのかかし）、The Land of Oz（オズの国）、ボームの同名小説に基づくJohn Dough and the Cherub（ジョン・ドウと天使））が制作されたが、3本ともフィルムが現存していない。
The Patchwork Girl of Oz （1914年、アメリカ）
1914年、ボームは自前の映画会社オズ・フイルム・カンパニーを設立し、『オズ』シリーズを数作映画化した。しかしまだ子供向け映画というジャンルが確立していなかった時代でもあり、1年足らずで頓挫している。この映画は1913年にボームが出版した同名の小説を原作としている。魔法の薬に必要な材料を探すオジョ、ナンキーのおじさん、パッチワーク・ガールの冒険を描く。フィルムは部分的に失われていて序盤のシーンが欠落している。
His Majesty, the Scarecrow of Oz （1914年、アメリカ）※
オズ・フイルム・カンパニーが制作した映画作品。ボームが脚本を書いた。翌年ボームが出版した小説The Scarecrow of Oz（オズのかかし、1915年）の原作にもなっている。
The Magic Cloak of Oz （1914年、アメリカ）※
オズ・フイルム・カンパニーが制作した映画作品。1904年から1905年にかけて雑誌に連載されたボーム作のQueen Zixi of Ix（イックスのジクシー女王）を原作とする映画。この時点で『オズ』とは無関係の内容だった。1914年にボーム自身が製作、監督はＪ・ファレル・マクドナルド。
『笑国万歳』Wizard of Oz （1925年、アメリカ）※
1925年のサイレント映画。内容は監督のラリー・シモンの脚色によるところも大きく、シモンらが演じる2人の農夫が、成り行きからかかしとブリキ男に変装し、ドロシーをオズの国の女王に仕立てていくという、原作離れしたものになっている。
The Wizard of Oz （1933年、カナダ・アメリカ）※
1933年、テッド・エシュボーの作による短編アニメーション。法的な問題がクリアにならず未公開作品となったが、白黒映画がカラーに転じるという1939年版オズの演出を先駆けて行ったことで、映画史に名を残している。オズの国に飛ばされたドロシーが住民の歓迎を受け、かかしとブリキ男と一緒にオズの大魔王の魔法ショーを楽しむという内容。
※を付けた5作品は2005年11月25日発売の『オズの魔法使い コレクターズ･エディション』（DVD3枚組、ワーナー・ホーム・ビデオ、品番：DL-67705）に映像特典として収録された。さらに2009年12月9日『オズの魔法使 70周年記念 コレクターズ･エディション』（DVD3枚組、ワーナー・ホーム・ビデオ、品番：DLX-Y23395）には The Patchwork Girl of Oz （1914年）を加えた6作品が特典映像として収録されている。
『オズの魔法使』The Wizard of Oz （1939年、アメリカ）
ディズニーの『白雪姫』の大ヒットに触発され、1939年にメトロ・ゴールドウィン・メイヤー社が製作したファンタジー・ミュージカル。カンザスの物語をモノクロで描き、オズの国の物語をテクニカラーで描く演出が話題を呼んだ。エドガー・イップ・ハーバーグ（作詞）とハロルド・アーレン（作曲）による挿入歌『虹の彼方に』がスタンダードナンバーとなるなど、現在も色あせない輝きを放っている。ヴィクター・フレミング監督。
主役は本命のシャーリー・テンプルが起用されたが、MGMのプロデューサーのアーサー・フリードと面接をした際に当時11歳の国民的スターの彼女に対してセクハラ行為を行ったため20世紀フォックス社との関係が険悪になったが、この話は1988年にシャーリーが自伝で告白するまでは知られておらず、表向きの理由は20世紀フォックスの人気絶頂のグラマー女優のジーン・ハーローの急死など映画会社間の調整がつかなかったとされた。そしてすでにアーサーと13歳のころから肉体関係を持っていた当時16歳の新人女優のジュディ・ガーランドが起用された。ガーランドは実年齢より下の少女を、得意の歌唱力を武器に魅力的に演じきった。ブリキ男役だったバディ・イブセンがアルミのメイクのために体調を崩して降板したのをはじめ、監督の交代が度重なるなど、製作は困難をきわめた。撮影の長引きで製作費は膨れ上がり、最終的に277万ドルに及んだ。
その割に興行成績は芳しくなかったが、これは大人料金の半額で観られる子供が観客層であったためであり、その後の再上映やテレビ放映を通じて、ファミリー映画の定番として大いにもてはやされることになった。
AFI's 100 Years... 100 Moviesに6位、10周年記念版に10位、AFI's 100 Years of Musicalsの3位を獲得している。さらにOver the RainbowがAFI's 100 Years... 100 Songsの1位を獲得した。
The Wizard of Mars （1965年、アメリカ）
舞台を火星に移した低予算SF映画。デビッド・L・ヒューイットが共同脚本と監督を務めた。
Fantasía... 3 （1966年、スペイン）
スペインのファンタジー映画。アンデルセンの『人魚姫』、グリム兄弟の『金の毛が3本生えた鬼』、そしてボームの『オズの魔法使い』を原作にしている。
The Wonderful Land of Oz,（1969年、アメリカ）
バリー・マホーン監督による『オズの虹の国』（1904年）の子供向け映画化。
Ayşecik ve Sihirli Cüceler Rüyalar Ülkesinde （1971年、トルコ）
トゥンチ・バシャラン監督によるトルコ映画で、「トルコのオズの魔法使い」として知られている。
Journey Back to Oz （1972年、アメリカ）
ミュージカルアニメ映画。1962年に製作が開始され、1971年に完成。1972年から1974年にかけて公開された。ジュディ・ガーランドの娘ライザ・ミネリがドロシーの声を演じている。
『美しい森の物語〜王子とマリア姫〜』Maria d’Oro und Bello Blue （1973年、西ドイツ・イタリア）
西ドイツとイタリア合作のミュージカルアニメ映画。『オズの魔法使い』をゆるやかにベースにしており、またオマージュでもある。
Oz （1976年、オーストラリア）
オーストラリアのロック・ミュージカル映画で、Oz – A Rock 'n' Roll Road Movieまたは20th Century Ozとしても知られる。1939年『オズの魔法使』の舞台を1970年代のオーストラリアに移したもの。
『ウィズ』The Wiz （1978年、アメリカ）
1974年にブロードウェイで上演され、トニー賞7部門を受賞したミュージカルのシドニー・ルメット監督による映画化。舞台は現実、オズともニューヨーク市のイメージで構成され、マイケル・ジャクソンやレナ・ホーンをはじめオール黒人キャストで構成されるなど、内容は他の映画とは一線を画する。ドロシーの設定は11歳の女の子から24歳の女性教師となったが、演じたダイアナ・ロスはさらに年長で当時34歳であった。サウンドトラックは評価されたものの、映画は批評、興行の両面で惨敗に終わった。ちなみに、マイケル・ジャクソンは音楽を担当していたクインシー・ジョーンズとこの時に出会い、マイケルのプロデューサーとして「スリラー」などの世界的な大ヒット作を共に製作していくこととなった。
『オズの魔法使い』（1982年、日本）
1982年の日本のアニメーション映画、監督：高山文彦、制作：東宝。
『オズの魔法使い』（1983年、日本）
1983年に東映動画が制作した世界名作童話 まんがシリーズの短編アニメ。
Os Trapalhões e o Mágico de Oróz （1984年、ブラジル）
ブラジルの『オズの魔法使い』のパロディ映画。
『オズ』Return to Oz （1985年、アメリカ）
ディズニー映画。1939年の『オズの魔法使』の制作関係者の了解を取っていない非公式な続編（unofficial sequel）。『オズの虹の国』と『オズのオズマ姫』を原作にしている。ゲイリー・カーツ製作総指揮、ウォルター・マーチ監督、フェアルザ・バルク主演。 アニマトロニクスやモーション・コントロール・カメラ、ストップモーション・アニメーションなど当時最新鋭のSFX技術を駆使してオズの国の住人たちをリアルに再現したファンタジー大作。
Dorothy Meets Ozma of Oz （1987年、アメリカ）
『オズのオズマ姫』に基づくビデオスルーの短編アニメーション映画。
W krainie czarnoksiężnika Oza （1988年、ポーランド）
『オズの魔法使い』と『オズの虹の国』を脚色したポーランドの短編劇場アニメシリーズ。全13話。
Mamo, czy kury potrafią mówić? （1998年、ポーランド）
『オズのオズマ姫』のポーランド版。現実の世界（現在のポーランド）を実写、オズの国を人形のストップモーションアニメーションで表現している。
Apocalypse Oz （2006年、アメリカ）
『オズの魔法使』（1939年）と『地獄の黙示録』（1979年）のパロディ短編映画。これらの映画のセリフのみを使用している。
After the Wizard （2011年、アメリカ）
『オズの魔法使い』の現代における半続編としての製作されたインディペンデント映画。DVDで発売。
Tom and Jerry and the Wizard of Oz （2011年、アメリカ）
2011年8月13日にカートゥーン ネットワークで公開されたトムとジェリーを主人公とするアニメーション映画。その後、2016年2月3日に続編 Tom and Jerry: Back to Oz が公開された。
Dorothy and the Witches of Oz （2012年、アメリカ）
2011年に放送されたテレビミニシリーズThe Witches of Ozを編集したもの。『オズの魔法使い』『オズのオズマ姫』『オズへつづく道』『オズの魔法くらべ』を原作とする。映画版では約1時間の映像が削除され、視覚効果が刷新された。
『オズ はじまりの戦い』Oz the Great and Powerful （2013年、アメリカ）
2013年公開のサム・ライミ監督による映像化作品。オズの大魔法使いの過去を描いた前日譚。配給はウォルト・ディズニー・ピクチャーズ。
『オズ めざせ! エメラルドの国へ』Legends of Oz: Dorothy's Return （2014年、アメリカ・インド）
ミュージカルアニメ映画。監督はダニエル・サンピエールとウィル・フィン。配給はファインフィルムズ。ボームの曾孫であるロジャー・スタントン・ボームの『ドロシー・オブ・オズ』を原作にしている。
OzLand （2014年）
『オズの魔法使い』（1900年）の登場人物や出来事にインスパイアされたインディペンデント・ファンタジーSFドラマ映画。
Guardians of Oz （2015年、メキシコ・インド）
メキシコとインドの合作で、アルベルト・マール監督の3Dコンピュータ・アニメーション・アドベンチャー映画。オリジナルのストーリーと新しいキャラクターが特徴。
The Steam Engines of Oz （2018年、カナダ）
アルカナスタジオ制作、ショーン・オライリー監督のカナダのアニメーション映画。100年後のオズの物語を描いており、古いキャラクターだけでなく新しいキャラクターも登場する。

## テレビ

### テレビドラマ
『おとぎの国 「オズの魔法使い」』The Land of Oz （1960年、アメリカ）
1960年にアメリカNBCで放映された『シャーリー・テンプル・シアター』（The Shirley Temple Show ）の第1回目のエピソードとして放映。アメリカで放映された最初期のカラー放送の一つである。日本でも1961年（昭和36年）にNHKでモノクロで放映された。シャーリー・テンプルがオズマ姫と少年チップを演じていた。
『オズの魔法使い』（1974年 - 1975年、日本）
1974年10月5日から1975年3月29日（土曜19時30分 - 20時）に、日本テレビ系列で放映されたテレビドラマ。全26話。一部のシーンがアナグリフ方式の立体映像になっていた。
Tin Man （2007年12月、アメリカ）
RHI EntertainmentがSF Channelでリリースした3部構成のミニシリーズ。『オズの魔法使い』の未来版でヒロインのD.G.はドロシー・ゲイルの子孫という設定。
The Witches of Oz （2011年、アメリカ）
『オズの魔法使い』、『オズのオズマ姫』、『オズへつづく道』、『オズの魔法くらべ』を原作とした、リー・スコット監督のテレビミニシリーズ。全2話。2011年にフランス、ドイツで放送された後、アメリカでは2012年2月17日にDorothy and the Witches of Ozのタイトルで劇場公開された。クリストファー・ロイド（オズの魔法使い）、ランス・ヘンリクセン（ドロシーの叔父）などが出演している。
The Wiz Live! （2015年、アメリカ）
2015年12月3日にアメリカNBCで生放送されたテレビスペシャル。『オズの魔法使い』をソウル/R&Bで再解釈した1975年のブロードウェイ・ミュージカル『ザ・ウィズ』のリメイク。このパフォーマンスはニューヨーク州ベスページのグラマンスタジオから生中継された。
Emerald City （2017年、アメリカ）
アメリカNBCで放送されたテレビドラマシリーズ。全10話

### テレビ人形劇
『マペットのオズの魔法使い』The Muppets' Wizard of Oz （2005年、アメリカ）
出演はアシャンティ、クィーン・ラティファ、そしてマペットたちが『オズの魔法使い』の登場人物を演じた。ミス・ピギーは魔女全員を演じ、ペペはトトを、カーミットはかかしを、ゴンゾはブリキ男を、そしてフォジーがライオンを演じた。

### テレビアニメ
Tales of the Wizard of Oz （1961年9月 - 12月、カナダ・アメリカ）
オズのキャラクターを題材にした短編エピソードのアニメシリーズ。制作はCrawley Films、Videocraft Productions（後のランキン/バス・プロダクション）。
Return to Oz  （1964年2月9日、カナダ・アメリカ）
テレビアニメの1時間の特別番組。1961年のアニメシリーズのキャラクターをもとに1939年の映画の続編が制作された。脚本は後にDorothy in the Land of Oz（オズの国のドロシー）を執筆するロミオ・ミュラー。
Off to See the Wizard （1967年 - 1968年、アメリカ）
アメリカABCで放送されたMGMの最新のファミリー映画を放映する番組だが、映画の前後に短いアニメーションパートが差し込まれ、オズのキャラクターはアニメーション部分に登場した。アニメーション制作はMGMアニメーション/ビジュアルアーツ。
『まんが世界昔ばなし』（[1978年5月3日 - 5月24日、日本）
TBS系列で放送された世界各地の民話や童話をアニメ化する番組。『オズの魔法使い』は4回に渡って放送された。
『オズの魔法使い』The Wonderful Wizard of Oz （1986年 - 1987年、日本）
テレビ東京系列ほかで放映されたテレビアニメ。全52話。第1話から第17話は『オズの魔法使い』、第18話から第30話は『オズの虹の国』、第31話から第41話は『オズのオズマ姫』、第42話から第52話は『オズのエメラルドの都』を原作としている。
The Wizard of Oz （1990年、アメリカ）
1939年の映画を基にしたテレビアニメシリーズで、1990年にアメリカABCで放送された。全13話。
『スペースオズの冒険』The Wonderful Galaxy of Oz （1992年 - 1993年、日本）
ドロシーとその仲間たちが「オズの銀河」を旅する近未来的な設定の日本のアニメシリーズ。テレビ東京系列で放送された。全26話。アメリカでは序盤と終盤のエピソードを中心に76分に編集し、英語吹き替えされたものが単発アニメーションとして放送された。
『世界名作童話シリーズ ワ〜ォ!メルヘン王国』World Fairy Tale Series （1995年、日本）
東映動画（現：東映アニメーション）が制作しフジテレビ系列で放送されたテレビアニメアンソロジー。全26話が制作され、第21話までが放送された。第21話が「オズの魔法使い」。
『オズ・キッズ』The Oz Kids (1995年 - 1996年、アメリカ）
『オズの魔法使い』の登場人物の子供たちを主人公にしたアニメシリーズ。アニメーション制作はアメリカのハイペリオン・ピクチャーズ。日本では1995年10月7日から1996年3月30日までTBS系列でテレビ放映されたが、アメリカでは1996年10月1日から1997年2月18日まで、パラマウント・ホーム・ビデオから9つのエピソードがビデオ発売された。
Lost in Oz （2015年 - 2018年、アメリカ）
Amazon Prime Videoで配信されたCGアニメシリーズ。全26話。2015年6月にパイロット版、2016年12月に第2話と第3話が配信され、2017年8月に改めて第1シーズン全13話、2018年6月に第2シーズン全13話が配信された。
『ドロシーとオズの魔法使い』Dorothy and the Wizard of Oz
2017年から2020年までアメリカのブーメランで放送されている。日本ではブーメランで2019年1月から3月まで「声優タクシー旅」の中で特別配信され、2019年4月からブーメランで配信された。2020年1月18日からは、カートゥーンネットワークで放送されている。

## 舞台
- 1902年、原作者のライマン・フランク・ボーム、原画家のWWデンスロウの制作、ポール・ティチェンズの作曲により、初のミュージカル化作品『オズの魔法使い』がシカゴで上演され、1903年、ニューヨークに移行した。原作の登場人物の多くが登場し、より大人の観客に向けた作品となった。ブロードウェイにおいてロングラン・ヒットとなった。セオドア・ルーズベルト大統領、マーク・ハンナ上院議員、ジョン・ロックフェラーが実名で登場するなど、ボームは政治色を追加した[5]。曲の多くはあらすじに影響を与えなかった。ボームは1905年、『The Woggle-Bug 』(ウォグルバグ教授)、1913年、『The Tik-Tok Man of Oz 』（オズのチクタク男）を制作したが、どちらも続編というより焼き直しとして酷評され、ブロードウェイでは上演されなかった。
- 1942年、1939年の映画『オズの魔法使』の音楽を使用したミュージカル『オズの魔法使い』が制作された。フランク・ゲイブリエルソンが脚本を執筆し、セントルイス・ミュニシパル・オペラで上演された。現在でもしばしば再演され続けている[6][7]。
- 1959年、アイスショー『ホリデー・オン・アイス』で『オズの魔法使い』のガラ公演が上演された[8]。
- 1975年、チャーリー・スモールスの作詞・作曲、ウィリアム・F・ブラウンの脚本により、アフリカ系アメリカ人のキャストのみにてミュージカル『ザ・ウィズ』が上演された。1974年10月にボルチモアにて初演、1975年1月にマジェスティック劇場にてブロードウェイ初演され、ステファニー・ミルズがドロシー役を演じた。1975年のミュージカル作品賞含むトニー賞7部門を受賞した。1984年、ジェフリー・ホールダー演出によりブロードウェイで再演され、ミルズが再度ドロシー役を演じた。1978年に映画化。

日本では『ウィズ〜オズの魔法使い〜』と題して、宮本亜門が翻訳演出、増田セバスチャンが美術監修、仲宗根梨乃が振付を担当し、2012年と2015年に公演。
- 1981年、ミュージカル『オズの虹の国 (ミュージカル)（英語版）』がトーマス・W・オルソン脚本、ゲイリー・ブリグル作詞、リチャード・ドウォースキー作曲により上演された。ブリグルがカカシ役オリジナル・キャストに配役され、録画の上テレビ放送された。
- 1987年、小説および1939年版映画を基にしたミュージカル『オズの魔法使い』がジョン・ケイン脚本によりロイヤル・シェイクスピア・カンパニーで上演された。1942年版よりも1939年版映画の脚本に近いものとなった。1989年まで上演は続き、その後も度々再演およびツアー公演が行なわれている[10][11]。
- 1987年、1939年版映画に沿ったエイズ啓蒙のための短編ミュージカル『The Wizard of A.I.D.S. 』が上演された。
- 1989年・1990年、1939年版映画50周年を祝し、アリーナ・ツアー『オズの魔法使いライヴ』が上演された。音声は録音のものを使用された。
- 1989年より新宿コマ劇場ではファミリーミュージカルとして、たびたび公演されれおり、1989年は『SFX-OZ』、2000年は『新 オズの魔法使い』として公演された。1939年版映画と同様の二役設定で「西の国の悪い魔女」とカンザスの隣人の意地悪なガルチ、他のオズの国の住人とガンザスの人々を同じ役者が演じている。

| 公演期間               | 演出   | 翻訳・訳詞 | ドロシー | カカシ ハンク | ライオン ジーク | ブリキマン ヒッコリー | 門番 ヘンリーおじさん | グリンダ エムおばさん | 西の国の悪い魔女 ガルチさん | オズの大魔王 マーベル教授 |
| ---------------------- | ------ | ---------- | -------- | ------------- | --------------- | --------------------- | --------------------- | --------------------- | --------------------------- | ------------------------- |
| 1989年4月2日 - 5月5日  | 鵜山仁 | 早川保清   | 早見優   | 尾藤イサオ    | 渋谷哲平        | 中丸新将              | （不明）              | 衣通真由美            | 今陽子                      | 熊倉一雄                  |
| 1990年8月2日 - 8月29日 | 鵜山仁 | 早川保清   | 早見優   | 尾藤イサオ    | 渋谷哲平        | 中丸新将              | （不明）              | （不明）              | 今陽子                      | 熊倉一雄                  |
| 1991年8月2日 - 8月29日 | 鵜山仁 | 早川保清   | 早見優   | 尾藤イサオ    | 渋谷哲平        | 中丸新将              | （不明）              | （不明）              | 今陽子                      | 熊倉一雄                  |
| 1992年8月2日 - 8月30日 | 鵜山仁 | 早川保清   | 早見優   | 黒田アーサー  | 渋谷哲平        | 中丸新将              | （不明）              | （不明）              | 今陽子                      | 熊倉一雄                  |
| 1993年8月2日 - 8月29日 | 鵜山仁 | 早川保清   | 早見優   | 尾藤イサオ    | 渋谷哲平        | 中丸新将              | （不明）              | （不明）              | 今陽子                      | 熊倉一雄                  |
| 1994年8月2日 - 8月29日 | 鵜山仁 | 早川保清   | 早見優   | 尾藤イサオ    | 渋谷哲平        | 中丸新将              | （不明）              | （不明）              | 今陽子                      | 熊倉一雄                  |
| 1998年8月2日 - 8月29日 | 鵜山仁 | 鵜山仁     | 安達祐実 | 沖田浩之      | 渋谷哲平        | 花王おさむ            | 犬塚弘                | 寿ひずる              | 今陽子                      | 渡辺文雄                  |
| 1999年8月1日 - 8月29日 | 鵜山仁 | 鵜山仁     | 安達祐実 | 黒田アーサー  | 渋谷哲平        | 大森うたえもん        | 高品剛                | 寿ひずる              | 今陽子                      | 渡辺文雄                  |
| 2000年8月4日 - 8月30日 | 鵜山仁 | 鵜山仁     | 安達祐実 | 井上純一      | 石川禅          | 清水明彦              | 佐山陽規              | 田中利花              | 松本梨香                    | 小野ヤスシ                |

- 1995年、リンカーン・センターにおいてロイヤル・シェイクスピア・カンパニーによりコンサート『The Wizard of Oz in Concert: Dreams Come True 』が行なわれた。セレブリティを中心にジュエルがドロシー役、ジャクソン・ブラウンがカカシ役、ロジャー・ダルトリーがブリキ男役、ネイサン・レインが臆病なライオン役、ジョエル・グレイが魔法使い役に配役された。のちにグレイは『ウィキッド』でも魔法使い役を演じている。ほかにデブラ・ウィンガー、ナタリー・コール、ルーシー・アナーズが出演した。
- 1997年5月から1999年5月、マディソン・スクエア・ガーデンにて1987年版が上演され、1998年5月から1999年終盤、ツアー公演が行なわれた。ロザンヌ・バーが悪い魔女役を演じ、1998年にアーサー・キットに交代し、1999年にジョアン・ウォーリー、リリアン・モンテヴェッチに交代した。ミッキー・ルーニーが魔法使い役を演じた。
- 2003年10月30日にブロードウェイにあるガーシュイン劇場でグレゴリー・マグワイアの1995年の小説『オズの魔女記（英語版）』を基にしたミュージカル『ウィキッド』が初演された。『オズの魔法使い』の前日談として作られたミュージカルで、西の悪い魔女・エルファバと南の良い魔女・グリンダの知られざる友情を描いている。ユニバーサル・スタジオは『オズの魔女記』の映画化権を獲得したが、作詞作曲家スティーブン・シュワルツは映画ではなく舞台ミュージカルにすべきだとユニバーサルに訴え、作詞作曲を行なった[12]。

日本では劇団四季によって『ウィキッド』と題して2006年より上演されている。
- 2000年、トロントにてミュージカル『オズの魔法使い (2000年のミュージカル)（英語版）』が開幕した。2002年、2010年、2017年にも再演された。
- 2005年、Balver Höhleにて子供ミュージカルが上演された。
- 2011年、ウエスト・エンド・ミュージカル『オズの魔法使い』が開幕した。1939年版映画の音楽および脚本を用いてティム・ライスとアンドルー・ロイド・ウェバーが新曲を追加した。2011年2月7日からプレビュー公演、3月1日から本公演が上演された。BBCのドロシー役オーディション番組『Over the Rainbow 』でダニエル・ホープが選ばれた。マイケル・クロフォードが魔法使い役を演じた。
- 2016年5月、ロイヤル・ニュージーランド・バレエによる『オズの魔法使い』がウェリントンにあるセント・ジェイムズ劇場にて初演された。フランシス・プーランク作曲の音楽が使用された。その後2016年5月から6月、ニュージーランド・ツアー公演が行なわれた[13]。
- 2015年、小説および1939年版映画を基にした『El OH!8 』がコスタリカで初演された。同性結婚を禁止する法律を批判する作品となった。
- 2018年、クロアチアの子供劇場にてミュージカル『"Čarobnjak iz Oza" 』が上演された[14]。
- 2022年、関西テレビの企画・製作でミュージカル『DOROTHY（ドロシー）〜オズの魔法使い〜』が上演された[15][16]。

## ゲーム
ルングルング オズの魔法使い〜Another World〜
アフェクト開発・販売のPlayStation用アドベンチャーゲーム。原作シリーズ14作の要素を、物語随所に散りばめている。
OZ -オズ-
コナミ開発・販売のPlayStation 2用アクションゲーム。基本的な世界観やキャラクターなどの設定が本作品をモチーフにした物である。
RIZ-ZOAWD（リゾード）
メディア・ビジョンエンタテインメント開発、ディースリー・パブリッシャー販売のニンテンドーDS用ロールプレイングゲーム。本作品を原作としており、物語の大筋は原作同様であるが、オズと敵対する魔女の数が4人になったり、「方角」ではなく「季節」で魔女を分類したりと、一部に独自の解釈が加えられている。
月あかりランチ　OZ sings, The last fairy tale.
EX-ONE発売の18禁恋愛アドベンチャーゲーム。登場キャラクターなどの設定が本作品をモチーフにしたものである。
イエロー・ブリック・ロード
シナジー幾何学から発売されたパソコン用アドベンチャーゲームおよびアクレイムジャパンによるコンシューマ移植作品。
オズの国の歩き方
サンソフトからリリースされたスマートフォン向けテキストアドベンチャーゲームである。本作品を元にしており、ナイトメア・プロジェクト初の「非ホラー作品」と銘打たれている。

## 二次創作
本作品を原案として、他作の登場人物の世界に置き換えたり全く別の世界観を持つ物語が、前述以外にもいくつか作られている。ここでは比較的知名度の高いシリーズ作品に取り込まれた例を挙げるものとする。
トムとジェリー オズの魔法使い
2011年に作られた、トムとジェリーが児童文学などの世界で活躍するOVAシリーズの一つ。シリーズ同様にトムとジェリーがオズの世界の普通の存在としてドロシーたちと共に暮らす設定で、ドロシーたちの冒険において重要な役割を占めている。
魔法戦隊マジレンジャー
2005年に日本で作られた特撮テレビドラマ。キャラクター設定上主人公となる一家は本作品をモチーフとしている。

## メタフィクション的派生作品
未来惑星ザルドス
1974年、アイルランド・アメリカ合作映画。ジョン・ブアマン監督、ショーン・コネリー主演。メタフィクション的派生作品であり題名がトリックになっている。